# Bibliothèque nationale russe d'Art
La Bibliothèque russe d'État d'Art (en russe : Российская государственная библиотека по искусству) est une des bibliothèques d'État de Russie, située à Moscou.

## Historique
La Bibliothèque russe d'État d'Art a été fondée en 1923 à partir de collections ante-révolutionnaires comportant des livres issus du département théâtral de l’Académie d’État des sciences artistiques, d'une partie de la bibliothèque du Théâtre Maly, de la bibliothèque de la Société des auteurs dramatiques et compositeurs de Moscou ainsi que des collections privées d’A. P. Lensky, S. S. Mokoulsky, N. D. Volkov, etc.

## Collections
La Bibliothèque contient 2 000 000 documents. Le fonds des imprimés comprend des livres sur l'histoire de l’art, de l'architecture, des costumes, du théâtre, de la musique, du ballet, du cinéma, de la dramaturgie, de l’ethnographie ainsi que des périodiques et des documents patrimoniaux et iconographiques.
Les pôles d’excellence de la bibliothèque sont la dramaturgie (russe, soviétique, étrangère et traduite en russe), les librettos et les partitions d’opéra, d'opérettes et de ballets (y compris en langues étrangères) ainsi que des textes de critique théâtrale russe depuis la deuxième moitié du XIXe siècle.
Dans les collections de la bibliothèque, on peut distinguer le secteur des manuscrits (17 000 exemplaires) et celui des livres rares (8 500 exemplaires). Nous y trouvons des éditions originales d’auteurs russes et étrangers : celles d'Alexandre Pouchkine, Alexandre Soumarokov, Denis Fonvizine, Ivan Krylov, Carlo Goldoni, d'Edmond et Jules de Goncourt ainsi que des premières éditions post-révolutionnaires sur l’art : Révolution et théâtre de Vladimir Kerzchentsev (1918).
L'ancienne collection de Stéphane Moloutsky, historien du théâtre européen, occupe une place spéciale dans ce fonds. Parmi les richesses de la bibliothèque, se trouvent des éditions avec des autographes de personnalités comme Anton Tchekhov, Constantin Stanislavski, Vladimir Nemirovitch-Dantchenko ou encore l'actrice Alisa Koonen.

## Collecte
En moyenne, la bibliothèque reçoit entre 5 000 et 6 000 unités de conservation par an, y compris les livres, les affiches, et les documents audiovisuels (CD, DVD). La bibliothèque fait l’inventaire à part entière de nouveaux périodiques.

## Valorisation
La Bibliothèque russe d'État d'Art propose des index bibliographiques, des bases de données sur ses différents fonds (« Histoire de l’art russe », « Histoire de l’art européen », « Dramaturgie contemporaine »), un catalogue électronique, ainsi qu’une collection de livres numérisés. Le département des expositions organise des séminaires, des conférences, des concerts et des expositions soit dans les salles de la bibliothèque, soit dans différentes villes russes.